# 宮城郷
宮城郷（みやぎごう）は、平安時代に日本の陸奥国宮城郡にあった郷である。現在の仙台市宮城野区苦竹と推定される。
『倭名類聚抄』が宮城郡の郷を列挙する中に見える。他の史料には見あたらないが、戦国時代に書かれた『奥州余目記録』が鎌倉時代はじめの宮城家業の活躍を記すくだりに、「にかたけの郷を宮城本郷と申」すとある。宮城本郷が宮城郷の中心を意味するなら、宮城郷も苦竹付近にあったことになろう。